# Seked
Seked je staroegipčanski izraz, s katerim so določili naklon stranskih ploskev prave piramide.
Seked je temeljil na dolžinski enoti egipčanski kraljevi kubit (vatel). Kubit je bil razdeljen na sedem palm, palma pa na štiri prste.  Naklon stranskih ploskev piramid se je izražal s številom vodoravnih palm v primerjavi z višino enega kraljevega kubita.  Tako izražen naklon se v sodobnem  jeziku imenuje gradient in je enak kotangensu naklonskega kota.
Najbolj znana Velika piramida v Gizi, zgrajena okoli 2550 pr. n. št., je imela seked 5 ½ oziroma 5 palm in 2 prsta, kar je enako naklonu 51,84°. 

## Opis
Informacije o uporabi sekeda za načrtovanje  piramid izvirajo iz dveh matematičnih papirusov:  Rhindovega matematičnega papirusa iz Britanskega  muzeja v Londonu in  Moskovskega papirusa iz Puškinovega muzeja lepih umetnosti v Moskvi. V arheologiji Starega kraljestva ni nobenega  neposrednega dokaza o njegovi rabi, na obeh matematičnih papirusih iz Srednjega kraljestva pa so številni primeri, ki kažejo na njegovo rabo za načrtovanje piramid. Najbolj nazoren in morda  največkrat omenjen je problem 56 iz Rhindovega matematičnega papirusa. 
Najslavnejša egipčanska piramida je Velika piramida v Gizi. Raziskave Flindersa Petrieja in drugih so pokazale, da je njen seked  5 1/2 oziroma 5 palm in 2 prsta, kar je enako naklonu 51,84°. Naklon so med gradnjo stalno preverjali s svinčnico in verjetno lesenim kotomerom v obliki črke A, na katerem je bil označen pravilen naklon. 
Po Petriejevih podatkih, objavljenih v njegovi knjigi  Piramide in templji v Gizi,  je povprečen naklon vhodnega hodnika v Veliko piramido 26° 31' 23" ± 5". Naklon za manj kot 1/20˚ odstopa od idealnega naklona 1:2,  ki meri 26° 33' 54".  Razmerje je enako sekedu 14, ki je bil po splošnem prepričanju standarden naklon, ki so ga v Starem kraljestvu uporabljali za notranje prehode.

## Nakloni piramid
Piramide v Egiptu so imele različne naklone. Velika piramida v Gizi in Meidumska piramida sta imeli naklon 51,842° ali 51° 50' 35" ali seked  5 1⁄2 palm.
Profesor  I.E.S Edwards , strokovnjak za Veliko piramido, trdi, da je bil to »normalen«  oziroma najbolj tipičen naklon. Edwards in Petrie domnevata, da je naklon temeljil na želji, da bi bil obseg kvadratne osnovne ploskve piramide s stranico a  natančno enak obsegu kroga s polmerom, enakim višini piramide h:
4a = 2πh
Če je to res, je bil izračun izjemno natančen. Iz pogojev izračunano razmerje med polovico stranice piramide in njeno višino je 3,14159265359/4=0,785398, iz sekeda 5,5/7 izračunano razmerje pa 0,785714. 